# Komenda
Komenda este o localitate din comuna Komenda, Slovenia, cu o populație de 896 de locuitori.